# 波维廖
波维廖（義大利語：Poviglio），是意大利雷焦艾米利亚省的一个市镇。总面积43平方公里，人口7318人，人口密度170.2人/平方公里（2009年）。ISTAT代码为035029。